# Asplenium africanum
Asplenium africanum là một loài thực vật có mạch trong họ Aspleniaceae. Loài này được Desv. miêu tả khoa học đầu tiên năm 1811.